# Saison 2016-2017 des Pacers de l'Indiana
La saison 2016-2017 des Pacers de l'Indiana est la 50e saison de la franchise et la 41e saison au sein de la National Basketball Association (NBA)..

## Draft
| Tour | Choix | Joueur        | Poste | Nationalité | Provenance            |
| ---- | ----- | ------------- | ----- | ----------- | --------------------- |
| 2    | 50    | Georges Niang | PF    | États-Unis  | Cyclones d'Iowa State |

## Summer League
| Summer League Total: 2-3 |

| Match | Date match | Équipe        | Score   | Meilleur marqueur          | Meilleur rebondeur          | Meilleur passeur  | Lieux Spectateurs | Série |
| ----- | ---------- | ------------- | ------- | -------------------------- | --------------------------- | ----------------- | ----------------- | ----- |
| 1     | 2 juillet  | Orlando Blue  | V 93-66 | Joseph Young (22)          | Georges Niang (12)          | Georges Niang (5) | Amway Center      | 1 - 0 |
| 2     | 3 juillet  | Charlotte     | D 70-80 | Glenn Robinson III (16)    | Shayne Whittington (7)      | 3 joueurs (3)     | Amway Center      | 1 - 1 |
| 3     | 5 juillet  | Détroit       | D 76-80 | Glenn Robinson III (20)    | Christmas, Robinson III (7) | Joseph Young (5)  | Amway Center      | 1 - 2 |
| 4     | 6 juillet  | Oklahoma City | D 71-89 | Johnson, Robinson III (12) | Glenn Robinson III (6)      | Joseph Young (4)  | Amway Center      | 1 - 3 |
| 5     | 8 juillet  | Orlando Blue  | V 85-79 | Glenn Robinson III (14)    | Jamari Traylor (7)          | Nate Wolters (5)  | Amway Center      | 2 - 3 |

## Pré-saison
| Pré-saison Total: 3-3 (Domicile : 3-0 ; Extérieur : 0-3) |

| Match | Date match | Équipe             | Score     | Meilleur marqueur   | Meilleur rebondeur     | Meilleur passeur   | Lieux Spectateurs         | Série |
| ----- | ---------- | ------------------ | --------- | ------------------- | ---------------------- | ------------------ | ------------------------- | ----- |
| 1     | 4 octobre  | @ Nouvelle-Orléans | V 113-96  | Al Jefferson (14)   | Thaddeus Young (10)    | Teague, Allen, 4   | Smoothie King Center      | 1 - 0 |
| 2     | 6 octobre  | Chicago            | V 115-108 | Rodney Stuckey (20) | Al Jefferson (11)      | Rodney Stuckey (7) | Bankers Life Fieldhouse   | 2 - 0 |
| 3     | 8 octobre  | @ Chicago          | D 105-121 | Jeff Teague (21)    | Glenn Robinson III (6) | Monta Ellis (6)    | United Center             | 2 - 1 |
| 4     | 12 octobre | Milwaukee          | V 101-83  | Rodney Stuckey (21) | Lavoy Allen (11)       | Rodney Stuckey (5) | Bankers Life Fieldhouse   | 3 - 1 |
| 5     | 14 octobre | @ Orlando          | D 106-114 | Myles Turner (17)   | Thaddeus Young (8)     | Monta Ellis (6)    | Amway Center              | 3 - 2 |
| 6     | 19 octobre | @ Milwaukee        | D 103-111 | Paul George (18)    | Myles Turner (9)       | Ellis, Teague (7)  | BMO Harris Bradley Center | 3 - 3 |

## Saison régulière
| Saison régulière Total: 42-40 (Domicile : 29-12 ; Extérieur : 13-28) |

| Match | Date match | Équipe     | Score          | Meilleur marqueur   | Meilleur rebondeur | Meilleur passeur | Lieux Spectateurs       | Série |
| ----- | ---------- | ---------- | -------------- | ------------------- | ------------------ | ---------------- | ----------------------- | ----- |
| 1     | 26 octobre | Dallas     | V 130-121 (OT) | Myles Turner (30)   | Myles Turner (16)  | Jeff Teague (8)  | Bankers Life Fieldhouse | 1 - 0 |
| 2     | 28 octobre | @ Brooklyn | D 94-103       | Paul George (22)    | Myles Turner (11)  | Jeff Teague (7)  | Barclays Center         | 1 - 1 |
| 3     | 29 octobre | @ Chicago  | D 101-118      | George, Turner (20) | Thaddeus Young (5) | Jeff Teague (8)  | United Center           | 1 - 2 |

| Match | Date match   | Équipe          | Score          | Meilleur marqueur         | Meilleur rebondeur       | Meilleur passeur   | Lieux Spectateurs         | Série  |
| ----- | ------------ | --------------- | -------------- | ------------------------- | ------------------------ | ------------------ | ------------------------- | ------ |
| 4     | 1er novembre | L. A. Lakers    | V 115-108      | Paul George (30)          | George, Jefferson (7)    | Jeff Teague (6)    | Bankers Life Fieldhouse   | 2 - 2  |
| 5     | 3 novembre   | @ Milwaukee     | D 107-125      | Paul George (23)          | C.J. Miles (7)           | Monta Ellis (10)   | BMO Harris Bradley Center | 2 - 3  |
| 6     | 5 novembre   | Chicago         | V 111-94       | Jeff Teague (21)          | George, Ellis (7)        | Monta Ellis (8)    | Bankers Life Fieldhouse   | 3 - 3  |
| 7     | 7 novembre   | @ Charlotte     | D 100-122      | C. J. Miles (23)          | Al Jefferson (9)         | Aaron Brooks (7)   | Time Warner Cable Arena   | 3 - 4  |
| 8     | 9 novembre   | Philadelphie    | V 122-115 (OT) | Jeff Teague (30)          | Myles Turner (9)         | Jeff Teague (9)    | Bankers Life Fieldhouse   | 4 - 4  |
| 9     | 11 novembre  | @ Philadelphie  | D 105-109 (OT) | Paul George (26)          | George, Young (9)        | Monta Ellis (5)    | Wells Fargo Center        | 4 - 5  |
| 10    | 12 novembre  | Boston          | D 99-105       | Jeff Teague (20)          | Young, Turner (8)        | Ellis, Teague (4)  | Bankers Life Fieldhouse   | 4 - 6  |
| 11    | 14 novembre  | Orlando         | V 88-69        | C. J. Miles (16)          | Kévin Séraphin (10)      | George, Teague (5) | Bankers Life Fieldhouse   | 5 - 6  |
| 12    | 16 novembre  | Cleveland       | V 103-93       | Paul George (21)          | Paul George (11)         | Jeff Teague (8)    | Bankers Life Fieldhouse   | 6 - 6  |
| 13    | 18 novembre  | Phoenix         | D 96-116       | Myles Turner (22)         | Myles Turner (6)         | Jeff Teague (7)    | Bankers Life Fieldhouse   | 6 - 7  |
| 14    | 20 novembre  | @ Oklahoma City | V 115-111 (OT) | Jeff Teague (30)          | Robinson III, Young (11) | Jeff Teague (9)    | Chesapeake Energy Arena   | 7 - 7  |
| 15    | 21 novembre  | Golden State    | D 83-120       | Rodney Stuckey (21)       | Kévin Séraphin (14)      | Teague, Brooks (3) | Bankers Life Fieldhouse   | 7 - 8  |
| 16    | 23 novembre  | Atlanta         | D 85-96        | Thaddeus Young (24)       | Myles Turner (9)         | Jeff Teague (8)    | Bankers Life Fieldhouse   | 7 - 9  |
| 17    | 25 novembre  | Brooklyn        | V 118-97       | Glenn Robinson III (20)   | Jeff Teague (9)          | Jeff Teague (8)    | Bankers Life Fieldhouse   | 8 - 9  |
| 18    | 27 novembre  | L. A. Clippers  | V 91-70        | Robinson III, Turner (17) | Myles Turner (12)        | Jeff Teague (10)   | Bankers Life Fieldhouse   | 9 - 9  |
| 19    | 30 novembre  | @ Portland      | D 109-131      | Jeff Teague (25)          | Myles Turner (10)        | Jeff Teague (8)    | Moda Center               | 9 - 10 |

| Match | Date match  | Équipe                | Score     | Meilleur marqueur   | Meilleur rebondeur      | Meilleur passeur   | Lieux Spectateurs          | Série   |
| ----- | ----------- | --------------------- | --------- | ------------------- | ----------------------- | ------------------ | -------------------------- | ------- |
| 20    | 4 décembre  | @ L. A. Clippers      | V 111-102 | Thaddeus Young (17) | George, Young (7)       | Paul George (5)    | Staples Center             | 10 - 10 |
| 21    | 5 décembre  | @ Golden State        | D 106-142 | Paul George (21)    | Paul George (10)        | Jeff Teague (6)    | Oracle Arena               | 10 - 11 |
| 22    | 7 décembre  | @ Phoenix             | V 109-94  | Paul George (25)    | Paul George (13)        | Jeff Teague (11)   | Talking Stick Resort Arena | 11 - 11 |
| 23    | 9 décembre  | @ Dallas              | D 103-111 | Paul George (22)    | Paul George (7)         | Rodney Stuckey (8) | American Airlines Center   | 11 - 12 |
| 24    | 10 décembre | Portland              | V 118-111 | Paul George (37)    | Thaddeus Young (9)      | Jeff Teague (6)    | Bankers Life Fieldhouse    | 12 - 12 |
| 25    | 12 décembre | Charlotte             | V 110-94  | George, Turner (22) | Myles Turner (7)        | Jeff Teague (11)   | Bankers Life Fieldhouse    | 13 - 12 |
| 26    | 14 décembre | @ Miami               | D 89-95   | Paul George (22)    | Trois joueurs (7)       | Jeff Teague (5)    | American Airlines Arena    | 13 - 13 |
| 27    | 15 décembre | @ La Nouvelle-Orléans | D 95-102  | Myles Turner (26)   | Thaddeus Young (9)      | Jeff Teague (10)   | Smoothie King Center       | 13 - 14 |
| 28    | 17 décembre | @ Détroit             | V 105-90  | Paul George (26)    | Glenn Robinson III (12) | Jeff Teague (8)    | Palace of Auburn Hills     | 14 - 14 |
| 29    | 19 décembre | Washington            | V 107-105 | Paul George (27)    | Thaddeus Young (11)     | Jeff Teague (10)   | Bankers Life Fieldhouse    | 15 - 14 |
| 30    | 20 décembre | @ New York            | D 111-118 | Turner, Young (21)  | Myles Turner (9)        | Jeff Teague (12)   | Madison Square Garden      | 15 - 15 |
| 31    | 22 décembre | Boston                | D 102-109 | Jeff Teague (31)    | Thaddeus Young (12)     | Jeff Teague (8)    | Bankers Life Fieldhouse    | 15 - 16 |
| 32    | 26 décembre | @ Chicago             | D 85-90   | Aaron Brooks (19)   | Myles Turner (8)        | Paul George (8)    | United Center              | 15 - 17 |
| 33    | 28 décembre | @ Washington          | D 105-111 | Paul George (34)    | Myles Turner (8)        | Jeff Teague (11)   | Verizon Center             | 15 - 18 |
| 34    | 30 décembre | Chicago               | V 111-101 | Paul George (32)    | Glenn Robinson III (10) | Jeff Teague (17)   | Bankers Life Fieldhouse    | 16 - 18 |

| Match | Date match  | Équipe              | Score          | Meilleur marqueur   | Meilleur rebondeur | Meilleur passeur | Lieux Spectateurs       | Série   |
| ----- | ----------- | ------------------- | -------------- | ------------------- | ------------------ | ---------------- | ----------------------- | ------- |
| 35    | 1er janvier | Orlando             | V 117-104      | Myles Turner (23)   | Myles Turner (12)  | Jeff Teague (9)  | Bankers Life Fieldhouse | 17 - 18 |
| 36    | 3 janvier   | @ Détroit           | V 121-116      | Paul George (32)    | Myles Turner (7)   | Jeff Teague (8)  | Palace of Auburn Hills  | 18 - 18 |
| 37    | 5 janvier   | Brooklyn            | V 121-109      | Paul George (26)    | Myles Turner (15)  | Jeff Teague (15) | Bankers Life Fieldhouse | 19 - 18 |
| 38    | 7 janvier   | New York            | V 123-109      | George, Teague (19) | Myles Turner (10)  | Jeff Teague (8)  | Bankers Life Fieldhouse | 20 - 18 |
| 39    | 12 janvier  | @ Denver            | D 112-140      | C.J. Miles (20)     | Myles Turner (6)   | Jeff Teague (9)  | O2 Arena, Londres       | 20 - 19 |
| 40    | 16 janvier  | La Nouvelle-Orléans | V 98-95        | Paul George (19)    | Myles Turner (12)  | Jeff Teague (10) | Bankers Life Fieldhouse | 21 - 19 |
| 41    | 18 janvier  | @ Sacramento        | V 106-100      | Paul George (24)    | Jeff Teague (7)    | Jeff Teague (11) | Golden 1 Center         | 22 - 19 |
| 42    | 20 janvier  | @ L. A. Lakers      | D 96-108       | Paul George (21)    | Thaddeus Young (8) | Jeff Teague (7)  | Staples Center          | 22 - 20 |
| 43    | 21 janvier  | @ Utah              | D 100-109      | 3 joueurs (19)      | Thaddeus Young (9) | Jeff Teague (7)  | Vivint Smart Home Arena | 22 - 21 |
| 44    | 23 janvier  | New York            | D 103-109      | Paul George (31)    | Myles Turner (10)  | Jeff Teague (7)  | Bankers Life Fieldhouse | 22 - 22 |
| 45    | 26 janvier  | @ Minnesota         | V 109-103      | Paul George (32)    | Jeff Teague (8)    | Jeff Teague (13) | Target Center           | 23 - 22 |
| 46    | 27 janvier  | Sacramento          | V 115-111 (OT) | Paul George (33)    | Jeff Teague (8)    | Jeff Teague (8)  | Bankers Life Fieldhouse | 24 - 22 |
| 47    | 29 janvier  | Houston             | V 120-101      | Paul George (33)    | Myles Turner (10)  | Jeff Teague (15) | Bankers Life Fieldhouse | 25 - 22 |

| Match               | Date match  | Équipe        | Score     | Meilleur marqueur       | Meilleur rebondeur    | Meilleur passeur   | Lieux Spectateurs       | Série   |
| ------------------- | ----------- | ------------- | --------- | ----------------------- | --------------------- | ------------------ | ----------------------- | ------- |
| 48                  | 1er février | @ Orlando     | V 98-88   | C. J. Miles (16)        | Trois joueurs (7)     | Jeff Teague (9)    | Amway Center            | 26 - 22 |
| 49                  | 3 février   | @ Brooklyn    | V 106-97  | George, Teague (24)     | Paul George (11)      | Jeff Teague (7)    | Barclays Center         | 27 - 22 |
| 50                  | 4 février   | Détroit       | V 105-84  | Paul George (21)        | Lavoy Allen (11)      | Jeff Teague (7)    | Bankers Life Fieldhouse | 28 - 22 |
| 51                  | 6 février   | Oklahoma City | V 93-90   | Paul George (21)        | Paul George (8)       | George, Ellis (4)  | Bankers Life Fieldhouse | 29 - 22 |
| 52                  | 8 février   | Cleveland     | D 117-132 | C. J. Miles (23)        | Paul George (8)       | Jeff Teague (14)   | Bankers Life Fieldhouse | 29 - 23 |
| 53                  | 10 février  | @ Washington  | D 107-112 | Paul George (31)        | Al Jefferson (8)      | Jeff Teague (9)    | Verizon Center          | 29 - 24 |
| 54                  | 11 février  | Milwaukee     | D 100-116 | C. J. Miles (23)        | Paul George (8)       | Teague, Turner (6) | Bankers Life Fieldhouse | 29 - 25 |
| 55                  | 13 février  | San Antonio   | D 106-110 | Paul George (27)        | George, Turner (6)    | Jeff Teague (5)    | Bankers Life Fieldhouse | 29 - 26 |
| 56                  | 15 février  | @ Cleveland   | D 104-113 | Glenn Robinson III (19) | George, Turner (7)    | Jeff Teague (11)   | Quicken Loans Arena     | 29 - 27 |
| 57                  | 16 février  | Washington    | D 98-111  | George, Turner (17)     | Myles Turner (9)      | Monta Ellis (7)    | Bankers Life Fieldhouse | 29 - 28 |
| All-Star Break 2017 |             |               |           |                         |                       |                    |                         |         |
| 58                  | 24 février  | Memphis       | V 102-92  | C. J. Miles (17)        | Lavoy Allen (10)      | Jeff Teague (10)   | Bankers Life Fieldhouse | 30 - 28 |
| 59                  | 25 février  | @ Miami       | D 95-113  | Myles Turner (18)       | Christmas, Turner (7) | Jeff Teague (6)    | American Airlines Arena | 30 - 29 |
| 60                  | 27 février  | @ Houston     | V 117-108 | Jeff Teague (25)        | Lavoy Allen (11)      | Monta Ellis (8)    | Toyota Center           | 31 - 29 |

| Match | Date match | Équipe        | Score     | Meilleur marqueur | Meilleur rebondeur    | Meilleur passeur   | Lieux Spectateurs         | Série   |
| ----- | ---------- | ------------- | --------- | ----------------- | --------------------- | ------------------ | ------------------------- | ------- |
| 61    | 1er mars   | @ San Antonio | D 99-100  | Paul George (22)  | 4 joueurs (6)         | Jeff Teague (9)    | AT&T Center               | 31 - 30 |
| 62    | 5 mars     | @ Atlanta     | V 97-96   | Paul George (34)  | Al Jefferson (8)      | Jeff Teague (6)    | Philips Arena             | 32 - 30 |
| 63    | 6 mars     | @ Charlotte   | D 88-100  | Paul George (36)  | Paul George (10)      | Jeff Teague (8)    | Time Warner Cable Arena   | 32 - 31 |
| 64    | 8 mars     | Détroit       | V 115-98  | Paul George (21)  | George, Young (8)     | Rodney Stuckey (7) | Bankers Life Fieldhouse   | 33 - 31 |
| 65    | 10 mars    | @ Milwaukee   | D 85-99   | Paul George (18)  | Paul George (11)      | Paul George (6)    | BMO Harris Bradley Center | 33 - 32 |
| 66    | 12 mars    | Miami         | V 102-98  | Paul George (28)  | Paul George (10)      | Jeff Teague (4)    | Bankers Life Fieldhouse   | 34 - 32 |
| 67    | 14 mars    | @ New York    | D 81-87   | Paul George (22)  | Myles Turner (12)     | Jeff Teague (6)    | Madison Square Garden     | 34 - 33 |
| 68    | 15 mars    | Charlotte     | V 98-77   | Paul George (39)  | Myles Turner (11)     | Jeff Teague (11)   | Bankers Life Fieldhouse   | 35 - 33 |
| 69    | 19 mars    | @ Toronto     | D 91-116  | Paul George (18)  | Turner, Christmas (5) | Jeff Teague (7)    | Air Canada Centre         | 35 - 34 |
| 70    | 20 mars    | Utah          | V 107-100 | Jeff Teague (21)  | George, Young (8)     | George, Teague (5) | Bankers Life Fieldhouse   | 36 - 34 |
| 71    | 22 mars    | @ Boston      | D 100-109 | Paul George (37)  | Lavoy Allen (14)      | Jeff Teague (6)    | TD Garden                 | 36 - 35 |
| 72    | 24 mars    | Denver        | D 117-125 | Paul George (27)  | Paul George (9)       | Jeff Teague (8)    | Bankers Life Fieldhouse   | 36 - 36 |
| 73    | 26 mars    | Philadelphie  | V 107-94  | Paul George (21)  | Myles Turner (16)     | Jeff Teague (4)    | Bankers Life Fieldhouse   | 37 - 36 |
| 74    | 28 mars    | Minnesota     | D 114-115 | Paul George (37)  | Myles Turner (8)      | Jeff Teague (10)   | Bankers Life Fieldhouse   | 37 - 37 |
| 75    | 29 mars    | @ Memphis     | D 97-110  | Paul George (22)  | Thaddeus Young (13)   | Jeff Teague (5)    | FedExForum                | 37 - 38 |
| 76    | 31 mars    | @ Toronto     | D 100-111 | Paul George (28)  | George, Turner (9)    | Jeff Teague (5)    | Air Canada Centre         | 37 - 39 |

| Match | Date match | Équipe         | Score           | Meilleur marqueur | Meilleur rebondeur  | Meilleur passeur | Lieux Spectateurs       | Série   |
| ----- | ---------- | -------------- | --------------- | ----------------- | ------------------- | ---------------- | ----------------------- | ------- |
| 77    | 2 avril    | @ Cleveland    | D 130-135 (OT2) | Paul George (43)  | George, Young (9)   | Jeff Teague (11) | Quicken Loans Arena     | 37 - 40 |
| 78    | 4 avril    | Toronto        | V 108-90        | Paul George (35)  | Thaddeus Young (11) | Jeff Teague (6)  | Bankers Life Fieldhouse | 38 - 40 |
| 79    | 6 avril    | Milwaukee      | V 104-89        | Paul George (23)  | Thaddeus Young (11) | Jeff Teague (7)  | Bankers Life Fieldhouse | 39 - 40 |
| 80    | 8 avril    | @ Orlando      | V 127-112       | Paul George (37)  | Myles Turner (10)   | Jeff Teague (13) | Amway Center            | 40 - 40 |
| 81    | 10 avril   | @ Philadelphie | V 120-111       | Paul George (27)  | Myles Turner (13)   | Jeff Teague (6)  | Wells Fargo Center      | 41 - 40 |
| 82    | 12 avril   | Atlanta        | V 104-86        | Paul George (32)  | Paul George (11)    | Jeff Teague (7)  | Bankers Life Fieldhouse | 42 - 40 |

## Playoffs
| Playoffs Total: 0-4 (Domicile : 0-2 ; Extérieur : 0-2) |

| Match | Date match | Équipe      | Score     | Meilleur marqueur     | Meilleur rebondeur  | Meilleur passeur | Lieux Spectateurs       | Série |
| ----- | ---------- | ----------- | --------- | --------------------- | ------------------- | ---------------- | ----------------------- | ----- |
| 1     | 15 avril   | @ Cleveland | D 108-109 | Paul George (29)      | Thaddeus Young (9)  | Paul George (7)  | Quicken Loans Arena     | 0 - 1 |
| 2     | 17 avril   | @ Cleveland | D 111-117 | Paul George (32)      | Paul George (8)     | Paul George (7)  | Quicken Loans Arena     | 0 - 2 |
| 3     | 20 avril   | Cleveland   | D 114-119 | Paul George (36)      | Paul George (15)    | Paul George (9)  | Bankers Life Fieldhouse | 0 - 3 |
| 4     | 23 avril   | Cleveland   | D 102-106 | Lance Stephenson (22) | Thaddeus Young (10) | Jeff Teague (10) | Bankers Life Fieldhouse | 0 - 4 |

## Confrontations
| Conférence Est      | Conférence Est                               | Conférence Est                               | Conférence Est                               | Conférence Est                               | Conférence Ouest                             | Conférence Ouest                             | Conférence Ouest                             |
| Division Atlantique | Division Atlantique                          | Division Atlantique                          | Division Atlantique                          | Division Atlantique                          | Division Nord-Ouest                          | Division Nord-Ouest                          | Division Nord-Ouest                          |
| Équipe              | Domicile                                     | Domicile                                     | Extérieur                                    | Extérieur                                    | Équipe                                       | Domicile                                     | Extérieur                                    |
| ------------------- | -------------------------------------------- | -------------------------------------------- | -------------------------------------------- | -------------------------------------------- | -------------------------------------------- | -------------------------------------------- | -------------------------------------------- |
| Boston              | 99-105                                       | 102-109                                      | 100-109                                      |                                              | Denver                                       | 117-125                                      | 112-140                                      |
| Brooklyn            | 118-97                                       | 121-109                                      | 94-103                                       | 106-97                                       | Minnesota                                    | 114-115                                      | 109-103                                      |
| New York            | 123-109                                      | 103-109                                      | 111-118                                      | 81-87                                        | Oklahoma City                                | 93-90                                        | 115-111 (OT)                                 |
| Philadelphie        | 122-115 (OT)                                 | 107-94                                       | 105-109 (OT)                                 | 120-111                                      | Portland                                     | 118-111                                      | 109-131                                      |
| Toronto             | 108-90                                       |                                              | 91-116                                       | 100-111                                      | Utah                                         | 107-100                                      | 100-109                                      |
|                     | 6–3                                          | 6–3                                          | 2–7                                          | 2–7                                          |                                              | 3–2                                          | 2–3                                          |
| Division            | 8–10                                         | 8–10                                         | 8–10                                         | 8–10                                         | Division                                     | 5–5                                          | 5–5                                          |
| Division Centrale   | Division Centrale                            | Division Centrale                            | Division Centrale                            | Division Centrale                            | Division Pacifique                           | Division Pacifique                           | Division Pacifique                           |
| Equipe              | Domicile                                     | Domicile                                     | Extérieur                                    | Extérieur                                    | Equipe                                       | Domicile                                     | Extérieur                                    |
| Chicago             | 111-94                                       | 111-101                                      | 101-118                                      | 85-90                                        | Golden State                                 | 83-120                                       | 106-142                                      |
| Cleveland           | 103-93                                       | 117-132                                      | 104-113                                      | 130-135 (2OT)                                | L.A. Clippers                                | 91-70                                        | 111-102                                      |
| Detroit             | 105-84                                       | 115-98                                       | 105-90                                       | 121-116                                      | L.A. Lakers                                  | 115-108                                      | 96-108                                       |
|                     |                                              |                                              |                                              |                                              | Phoenix                                      | 96-116                                       | 109-94                                       |
| Milwaukee           | 100-116                                      | 104-89                                       | 107-125                                      | 85-99                                        | Sacramento                                   | 115-111 (OT)                                 | 106-100                                      |
|                     | 6–2                                          | 6–2                                          | 2–6                                          | 2–6                                          |                                              | 3–2                                          | 3–2                                          |
| Division            | 8–8                                          | 8–8                                          | 8–8                                          | 8–8                                          | Division                                     | 6–4                                          | 6–4                                          |
| Division Sud-Est    | Division Sud-Est                             | Division Sud-Est                             | Division Sud-Est                             | Division Sud-Est                             | Division Sud-Ouest                           | Division Sud-Ouest                           | Division Sud-Ouest                           |
| Equipe              | Domicile                                     | Domicile                                     | Extérieur                                    | Extérieur                                    | Equipe                                       | Domicile                                     | Extérieur                                    |
| Atlanta             | 85-96                                        |                                              | 97-96                                        |                                              | Dallas                                       | 130-121 (OT)                                 | 103-111                                      |
| Charlotte           | 110-94                                       | 98-77                                        | 100-122                                      | 88-100                                       | Houston                                      | 120-101                                      | 117-108                                      |
| Miami               | 102-98                                       |                                              | 89-95                                        | 95-113                                       | Memphis                                      | 102-92                                       | 97-110                                       |
| Orlando             | 88-69                                        | 117-104                                      | 98-88                                        | 127-112                                      | La Nouvelle-Orléans                          | 98-95                                        | 95-102                                       |
| Washington          | 107-105                                      | 98-111                                       | 105-111                                      | 107-112                                      | San Antonio                                  | 106-110                                      | 99-100                                       |
|                     | 6–2                                          | 6–2                                          | 3–6                                          | 3–6                                          |                                              | 4–1                                          | 1–4                                          |
| Division            | 9–8                                          | 9–8                                          | 9–8                                          | 9–8                                          | Division                                     | 5–5                                          | 5–5                                          |
| Conférence          | 25–26 (Domicile : 18–7 ; Extérieur : 7–19)   | 25–26 (Domicile : 18–7 ; Extérieur : 7–19)   | 25–26 (Domicile : 18–7 ; Extérieur : 7–19)   | 25–26 (Domicile : 18–7 ; Extérieur : 7–19)   | Conférence                                   | 16–14 (Domicile : 10–5 ; Extérieur : 6–9)    | 16–14 (Domicile : 10–5 ; Extérieur : 6–9)    |
| Total               | 41–40 (Domicile : 28–12 ; Extérieur : 13–28) | 41–40 (Domicile : 28–12 ; Extérieur : 13–28) | 41–40 (Domicile : 28–12 ; Extérieur : 13–28) | 41–40 (Domicile : 28–12 ; Extérieur : 13–28) | 41–40 (Domicile : 28–12 ; Extérieur : 13–28) | 41–40 (Domicile : 28–12 ; Extérieur : 13–28) | 41–40 (Domicile : 28–12 ; Extérieur : 13–28) |

## Effectif actuel
| Pacers de l'Indiana Effectif actuel |    |                        |                    |                      |
| Entraîneur : Nate McMillan          |    |                        |                    |                      |
| Ailier fort                         | 5  | Drapeau des États-Unis | Lavoy Allen        | Temple               |
| Meneur                              | 00 | Drapeau des États-Unis | Aaron Brooks       | Oregon               |
| Ailier fort, Pivot                  | 25 | Drapeau des États-Unis | Rakeem Christmas   | Syracuse             |
| Arrière                             | 11 | Drapeau des États-Unis | Monta Ellis        | Lanier High School   |
| Arrière, Ailier                     | 13 | Drapeau des États-Unis | Paul George (C)    | Fresno State         |
| Pivot, Ailier fort                  | 7  | Drapeau des États-Unis | Al Jefferson       | Prentiss High School |
| Pivot, Ailier fort                  | 0  | Drapeau des États-Unis | C. J. Miles        | Skyline HS, Texas    |
| Ailier                              | 32 | Drapeau des États-Unis | Georges Niang      | Iowa                 |
| Ailier                              | 40 | Drapeau des États-Unis | Glenn Robinson III | Michigan             |
| Ailier fort, Pivot                  | 1  | Drapeau de la France   | Kévin Seraphin     | France               |
| Meneur                              | 2  | Drapeau des États-Unis | Rodney Stuckey     | Eastern Washington   |
| Meneur                              | 44 | Drapeau des États-Unis | Jeff Teague        | Wake Forest          |
| Pivot                               | 33 | Drapeau des États-Unis | Myles Turner       | Texas                |
| Arrière, Meneur                     | 3  | Drapeau des États-Unis | Joseph Young       | Oregon               |
| Ailier fort                         | 21 | Drapeau des États-Unis | Thaddeus Young     | Georgia Tech         |
| (C) Capitaine - Blessé              |    |                        |                    |                      |

## Contrats et salaires 2016-2017
| Joueur             | Poste          | Âge            | Exp            | Contrat                | Salaire 2016-2017 | Fin du contrat |
| ------------------ | -------------- | -------------- | -------------- | ---------------------- | ----------------- | -------------- |
| Joueurs actuels    |                |                |                |                        |                   |                |
| Lavoy Allen        | PF             | 27             | 5              | 8 050 000 $ sur 2 ans  | 4 000 000 $       | 2018           |
| Aaron Brooks       | PG             | 31             | 8              | 2 700 000 $ sur 1 an   | 2 700 000 $       | 2017           |
| Rakeem Christmas   | PF             | 24             | 1              | 3 157 026 $ sur 3 ans  | 1 052 342 $       | 2019           |
| Monta Ellis        | PG             | 31             | 11             | 43 981 000 $ sur 4 ans | 10 763 500 $      | 2019           |
| Paul George        | SF             | 26             | 6              | 91 572 660 $ sur 5 ans | 18 314 532 $      | 2019           |
| Al Jefferson       | C              | 31             | 12             | 30 000 000 $ sur 3 ans | 10 230 179 $      | 2019           |
| C. J. Miles        | SG             | 29             | 11             | 17 955 350 $ sur 4 ans | 4 583 450 $       | 2018           |
| Georges Niang      | SF             | 23             | 0              | 2 498 982 $ sur 3 ans  | 650,000 $         | 2019           |
| Glenn Robinson III | SG             | 22             | 2              | 3 241 000 $ sur 3 ans  | 1 050 500 $       | 2018           |
| Kévin Seraphin     | PF             | 26             | 6              | 3 681 000 $ sur 2 ans  | 1 800 000 $       | 2018           |
| Rodney Stuckey     | PG             | 30             | 9              | 21 000 000 $ sur 3 ans | 7 000 000 $       | 2018           |
| Jeff Teague        | PG             | 28             | 7              | 32 000 000 $ sur 4 ans | 8 800 000 $       | 2017           |
| Myles Turner       | PF             | 20             | 1              | 7 391 520 $ sur 3 ans  | 2 463 840 $       | 2019           |
| Joseph Young       | PG             | 24             | 1              | 4 300 000 $ sur 4 ans  | 1 052 342 $       | 2019           |
| Thaddeus Young     | SF             | 28             | 9              | 54 000 000 $ sur 4 ans | 14 153 652 $      | 2019           |
| Total salaire      | Total salaire  | Total salaire  | Total salaire  | Total salaire          | 88 614 337 $      | -              |
| Joueurs coupés     | Joueurs coupés | Joueurs coupés | Joueurs coupés | Joueurs coupés         | 1 337 667 $       | -              |
|                    |                |                |                |                        |                   |                |
| Total              | Total          | Total          | Total          | Total                  | 89 952 004 $      | Différence     |
| Salary Cap         | Salary Cap     | Salary Cap     | Salary Cap     | Salary Cap             | 94 143 000 $      | 4 190 996 $    |
| Luxury Tax         | Luxury Tax     | Luxury Tax     | Luxury Tax     | Luxury Tax             | 113 287 000 $     | 23 334 996 $   |

- 2017 = Joueurs agents libres en fin de saison.

## Transferts

### Échanges
| Juillet        | Juillet                                                                                      | Juillet | Juillet                |
| -------------- | -------------------------------------------------------------------------------------------- | --- | ---------------------- |
| 7 juillet 2016 | Échange à deux équipes                                                                       | Échange à deux équipes                                                                                      | Échange à deux équipes |
| 7 juillet 2016 | Vers Pacers de l'Indiana - Thaddeus Young                                                    | Vers Nets de Brooklyn - Droits sur le 20e choix de la Draft 2016 : Caris LeVert - Second tour de draft 2017 | [ 2 ]                  |
| 7 juillet 2016 | Échange à trois équipes                                                                      | |                        |
| 7 juillet 2016 | Vers Hawks d'Atlanta - Droits sur le 12e choix de la Draft 2016 : Taurean Prince (de Utah)   | Vers Pacers de l'Indiana - Jeff Teague (D'Atlanta)                                                          | [ 3 ]                  |
| 7 juillet 2016 | Vers Hawks d'Atlanta - Droits sur le 12e choix de la Draft 2016 : Taurean Prince (de Utah)   | Vers Jazz de l'Utah - George Jesse Hill (d'Indiana)                                                         | [ 3 ]                  |
| 7 juillet 2016 | Échange à deux équipes                                                                       | |                        |
| 7 juillet 2016 | Vers Pacers de l'Indiana - Jeremy Evans - Droits sur Emir Preldžič - Compensation financière | Vers Mavericks de Dallas - Droits sur Stanko Barać                                                          | [ 4 ]                  |

### Arrivés
| Joueur                               | Contrat                           | Provenance            | Référence |
| ------------------------------------ | --------------------------------- | --------------------- | --------- |
| Aaron Brooks                         | Contrat de 2 500 000 $ sur 1 an   | Bulls de Chicago      | [ 5 ]     |
| Al Jefferson                         | Contrat de 30 000 000 $ sur 3 ans | Hornets de Charlotte  | [ 6 ]     |
| Georges Niang (Draft 2016, choix 50) | Contrat de 2 500 000 $ sur 3 ans  | Cyclones d'Iowa State | [ 7 ]     |

### Départs
| Joueur       | Raison départ | Nouvelle équipe ¹               | Référence |
| ------------ | ------------- | ------------------------------- | --------- |
| Jordan Hill  | Agent libre   | Timberwolves du Minnesota       | [ 8 ]     |
| Solomon Hill | Agent libre   | Pelicans de La Nouvelle-Orléans | [ 9 ]     |
| Ian Mahinmi  | Agent libre   | Wizards de Washington           | [ 10 ]    |

¹ Il s'agit de l’équipe pour laquelle le joueur a signé après son départ, il a pu entre-temps changer d'équipe ou encore de pays.